# Lielax gård
Lielax gård (finska: Lielahden kartano) är en herrgård i Lielax i Tammerfors i det finländska landskapet Birkaland. Gården och närliggande vattentorn bildar tillsammans en värdefull byggd kulturmiljö som är skyddad.

## Historia och arkitektur
Lileax gård är ett gammalt rusthåll med anor från 1500-talet. Gården ägdes av släkten von Nottbeck mellan 1872 och 1904. Gårdens nuvarande huvudbyggnad i tegel ritades av Maria Lydia von Nottbeck. Från släkten von Nottbeck köptes gården av industrimannen Johan Waldemar Enqvist, som grundade cellulosafabrik Ab J. W. Enqvist Oy på gårdsområdet år 1913. Fabriken stängdes år 2007 och nuförtiden ägs området av Tammerfors stad, som köpte den från Metsä Board år 2014.
Nära gården ligger släkten von Nottbecks privata kyrkogård med ett gravkapell. Den första personen som begravdes i släktgraven var Ernest von Nottbeck år 1885. Den sista personen att begravas i von Nottbecks släktgrav i Lielax var Andrée de Nottbeck, som hade bott i Genève, Schweiz.